# ژیل لو مویزی
ژیل لو مویزی (به فرانسوی: Gilles Le Muisit) شاعر و مورخ قرن سیزدهم میلادی اهل فرانسه است.
او نویسنده وقایع و روزنگار به زبان فرانسه‌است که (به علت داشتن آب مروارید در کهنسالی از طرف او دیکته شده‌است) یک مرجع بسیار ارزشمند از تاریخ قرون وسطی است. وی همچنین نویسنده اشعار دینی است.
وی در سپتامبر سال ۱۳۵۱ با عمل برداشتن آب مروارید چشمانش توسط ژان دو میانس موافقت کرد که این عمل با موفقیت همراه بود و بدین ترتیب به نقل از خودش می‌توانست دوباره آسمان، خورشید، ماه و ستاره‌ها را ببیند.